# Cosmopterix crassicervicella
Cosmopterix crassicervicella is een vlinder uit de familie prachtmotten (Cosmopterigidae). De wetenschappelijke naam is voor het eerst geldig gepubliceerd in 1896 door Chretien.
De soort komt voor in Europa.